# Badoo
O Badoo é uma rede social fundada em 2006 pelo empreendedor russo Andrey Andreev. Com empresa registrada no Chipre, a plataforma é administrada a partir de sua sede em Londres, na região do Soho. Em setembro de 2011, o semanário The Economist publicou um artigo explicando como o Badoo tornou-se “uma das principais empresas de internet da Europa”, descobrindo um novo e vasto mercado.
A plataforma opera em 180 países e é mais ativa na América Latina, Espanha, Itália e França. Em julho de 2011, o Badoo ficou na 59.ª posição entre os mais visitados do mundo, com 46 milhões de visitantes únicos por mês, à frente da CNN.com, que ocupa a 60.ª posição. O Badoo continua a crescer, registrando 150 mil novos cadastros por dia.

## História
O Badoo é uma rede social voltada para conhecer pessoas e expandir o círculo de amizades, tal como o myYearbook.
O website foi fundado pelo empreendedor Andrey Andreev e começou a funcionar em novembro de 2006, a partir de sua sede em Londres.
Em janeiro de 2008, a investidora russa Finam Capital injetou 30 milhões de dólares por uma participação de 10% na empresa. Este investimento foi utilizado para o desenvolvimento do Badoo na Rússia, onde o mercado de redes sociais começa a crescer. Desde 2009, a Finam Capital possui uma participação de 20% no Badoo.
Em abril de 2012, o site registrou mais de 140 milhões de usuários cadastrados. De acordo com informações publicadas no website, o Badoo emprega mais de 200 funcionários internacionalmente.
Em abril de 2011, o Facebook mobilizou uma auditoria contra a empresa e ameaçou remover o aplicativo do Badoo de sua plataforma, caso não fossem feitas mudanças para torná-lo menos viral. De acordo com o site Insidefacebook.com, na segunda semana de janeiro de 2011 o Badoo ocupou a 17.ª posição no ranking na lista dos aplicativos mais utilizados no Facebook.
O lançamento oficial do Badoo nos Estados Unidos aconteceu em 23 de março de 2012, em um campanha protagonizada por Nick Cannon apresentando o serviço naquele país.

## Cobertura da mídia
Em 2008, o blog PDA do jornal britânico The Guardian publicou um perfil do Badoo.
De acordo com o TopTenReviews o Badoo “é um site que reúne serviço de troca de mensagens, relacionamentos e publicação de fotografias com o formato de uma rede social”. O site indicou ainda que o Badoo não oferece qualquer tipo de comunidade para facilitar o encontro de usuários com afinidades.
Em abril de 2011, o site foi censurado nos Emirados Árabes Unidos. Em janeiro de 2010, o acesso ao Badoo foi bloqueado no Irã pelo governo iraniano.
Web of trust, uma ferramenta de avaliação da reputação de websites apontou o Badoo como confiável, mas com risco de spam e phishing.
O jornal finlandês Iltalehti declarou que o site cria perfis sem o consentimento de diversos indivíduos. Estas denúncias foram encaminhadas à polícia federal. O mesmo artigo afirmava que fotografias mostrando mulheres no hospital, após o parto, aumentaram as suspeitas sobre a criação não autorizada de perfis, questionando a veiculação deste tipo de imagens em um site de relacionamentos. O jornal também afirmava que o Badoo utiliza diversos aplicativos do Facebook para coletar automaticamente informações pessoais dos usuários desta rede.
Em fevereiro de 2012, o site mandou uma representante ao Brasil para palestrar em um evento de mídias sociais e esse fato gerou uma vasta cobertura da mídia do país. Na edição de maio de 2012 da revista IstoÉ foi publicada uma entrevista com o fundador do site Andrey Andreev.

## Código aberto
O Badoo lançou diversos pedaços de software utilizando uma licença de código aberto (em inglês, open source), incluindo vários aprimoramentos na linguagem de script PHP, o servidor de estatísticas em tempo real Pinba e o software de template engine Blitz.
Michael Kane, diretor jurídico do Badoo declarou que “nos próximos 6 ou 12 meses as mudanças no gerenciamento de cookies terão um grande impacto para o Badoo, assim como as configurações que permitem serviços de Geolocalização. O Facebook lançou o recurso check-in, que permite apreender padrões comportamentais, mas nós estamos mais preocupados com a segurança de nossos usuários”.

## Modelo de negócios
O Badoo opera a partir de um modelo comercial conhecido como freemium, e gera receita através de serviços especiais que permitem aos usuários promoverem seus perfis no site por um período específico. No final de 2007, cerca de 20% dos usuários do Badoo — à época este número equivalia a 22 milhões de pessoas — utilizavam estes serviços premium ao menos uma vez por mês. Lloyd Price, Diretor de marketing do Badoo comentou: “Esperamos alcançar 140 milhões de usuários até o final de 2011, continuar gerando mais de $100 milhões por ano com a utilização direta dos nossos serviços e continuar crescendo no mundo todo”.